# Friedrich Lange (Mediziner)

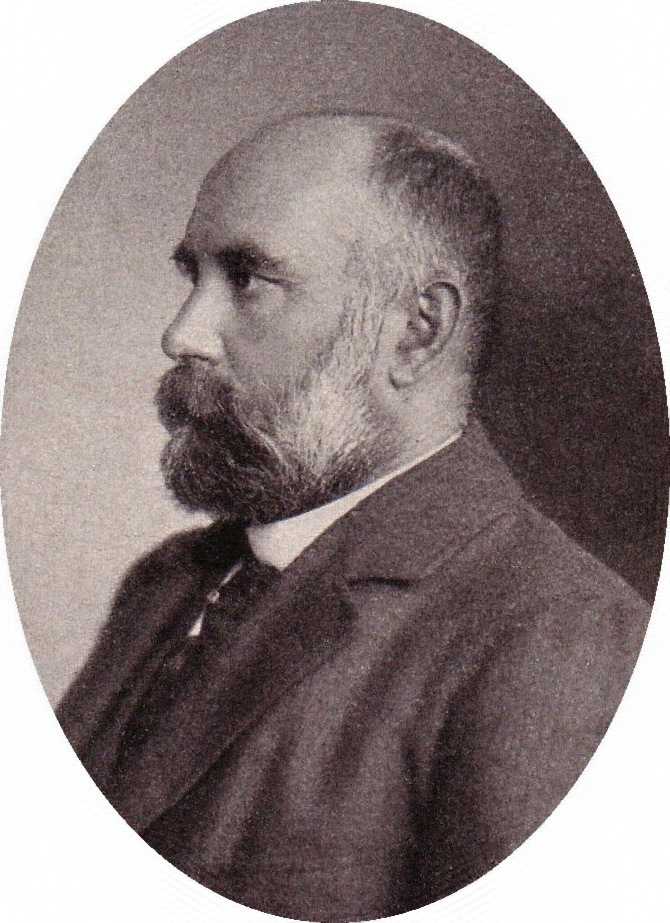
Friedrich Lange

Friedrich Lange (* 20. März 1849 in Lonkorrek, Landkreis Strasburg; † 14. Mai 1927 in Babelsberg) war ein deutscher Chirurg und Förderer gemeinnütziger Einrichtungen.

## Leben
Friedrich Lange wurde als Sohn des Amtsrates und Domänenpächters Eduard Lange auf Gut Lonkorrek bei Groß Plowenz geboren. Er besuchte das Gymnasium in Hohenstein, an dem er Ostern 1866 das Abitur machte. Er studierte Medizin an der Albertus-Universität Königsberg und war seit 1866 Mitglied der Königsberger Burschenschaft Gothia, der er zeitlebens verbunden blieb. Der schmächtige Junge von 17 Jahren wurde ein guter Mensurfechter und erhielt den bewundernd-ironischen Kneipnamen „Goliath“. Ostern 1868 bestand er das Physikum. Freiwillig nahm er als Unterarzt am Deutsch-Französischen Krieg teil.

### Königsberg und Kiel
Nach dem Staatsexamen wurde er am 1. April 1872 Assistenzarzt bei Karl Schönborn in Königsberg. Ende März 1874 wechselte er als I. Assistenzarzt zu Friedrich von Esmarch in Kiel. Esmarch wollte wissen, ob sich die im Deutsch-Französischen Krieg noch nicht erprobte Asepsis in der Kriegschirurgie bewähren würde. Deshalb schickte er Lange 1876 als beratenden Chirurgen in den  Serbisch-Osmanischen Krieg. Zu seinem Kummer kam Lange aber nicht an die Kriegsfront, sondern fungierte als Consiliarius in mehreren Heimatlazaretten. Mit dem Kommandeurkreuz des Takovo-Ordens im Range eines Oberstleutnants kehrte er Ende 1876 nach Kiel zurück. Seine Kriegserlebnisse veröffentlichte er vier Jahre später.

### New York
1878 zog er nach New York City. Er wurde Chefchirurg am Deutschen Hospital (New York) und am Bellevue Hospital (New York) und Consultant am NewYork-Presbyterian Hospital. Zugute kam ihm, dass er das Jiddische beherrschte. Nach Gründung seiner eigenen Klinik wurde er als Pionier der deutschen Chirurgie in Amerika berühmt, der die Asepsis eingeführt hatte. Erfolgreich operierte er eine Hand des Pianisten Ignacy Jan Paderewski. In den 22 Amerika-Jahren reiste er 32 Mal nach Deutschland. Nach dem österlichen Chirurgenkongress in Berlin besuchte er Universitätskliniken und pflegte Kollegenfreundschaften.
1891 heiratete er die Königsbergerin Adele Thiel, die Ehe blieb kinderlos.

### Heimkehr
In Amerika bleiben wollte Lange nie. Er sehnte sich nach Lonkorrek, das als Staatsdomäne der Krone Preußen unverkäuflich war. Nachdem er einen gleichwertigen Gutshof gekauft und gegen Lonkorrek getauscht hatte, gab er 1900 seine Arztpraxis in New York auf und siedelte nach Lonkorrek über. Er stürzte sich in die Bewirtschaftung seines Gutes und wurde von einem in der Landwirtschaft erfahrenen Beamten beraten. Das alte Gutshaus ließ er abreißen und durch ein neues nach seinen Zeichnungen ersetzen.
Unterstützt von Adalbert Bezzenberger, stiftete er aus seinem Vermögen die Palaestra Albertina in Königsberg. In Neumark gründete er das Krankenhaus des Kreises Löbau. In Bischofswerder richtete er ein Haus für Behinderte ein. In Lonkorrek stiftete er eine Bibliothek und gründete er die evangelische Kirchengemeinde. Er veranlasste den Kirchenbau und stiftete dem Pfarrer das Pfarrhaus und Landbesitz.
Der Ausbruch des Ersten Weltkrieges unterbrach das friedliche und segensreiche Landleben. Als alle Ärzte im Kreis Löbau einberufen waren, fühlte sich Lange verpflichtet zu helfen. Zu den Hausbesuchen ritt der 65-jährige „Landarzt“ auf einem eigens dafür gekauften Pferd. Dafür wurde Lange von der Bevölkerung bewundert und geliebt. In der Geburtshilfe unerfahren und auf sich allein gestellt, setzten ihm die komplizierten Entbindungen zu.
Durch den Versailler Vertrag kam Lonkorrek zu Polen. Er war zutiefst getroffen. Nachdem er zur Bewirtschaftung des großen Gutes kaum noch in der Lage war, schenkte er das Gut dem Kreis unter der Bedingung, dass 50 Jahre nach seinem Tod kein Baum auf dem Besitz gefällt werden dürfe. Für sich behielt er das Gutshaus und den Garten.
Lange besuchte leicht kränkelnd zu Ostern 1925 den Chirurgenkongress in Berlin. Anfang Mai 1927 wollte er mit 78 Jahren noch einmal nach New York reisen. Zur Kräftigung für die beschwerliche Seereise ging er für einige Wochen in ein Babelsberger Sanatorium. Kurz vor dem Abreisetag traf ihn ein Schlaganfall, dem er erlag. Unter „ungeheuer großer“ Anteilnahme der Bevölkerung fand die Trauerfeier in der Halle seines Herrenhauses statt. Unter den vielen Abordnungen waren seine Bundesbrüder in vollem Wichs mit Bannern vertreten; Schläger hatten die Polen als „Waffen“ verboten.
Die Albertus-Universität veranstaltete eine eigene Trauerfeier. Der Rektor Carl Kaiserling schloss seine Trauerrede mit den Worten:

„In Ehrfurcht neigen wir uns vor dem edlen Jugendfreund und huldigen an seiner Bahre dem Genius der Heimattreue und Menschenliebe.“

Seit dem 10. Juni 2008 trägt das Krankenhaus in Neumark  dass er gegründet hatte, seinen Namen.

## Ehrungen
- Kommandeurkreuz des Takovo-Ordens (1876)
- Dr. iur. h. c. der Albertus-Universität (1898)
- Büste in der Vorhalle der Palästra Albertina (1929)
- Friedrich Lange-Sportplatz an der Samitter Allee in Königsberg[6]